# Mackov (Samšina)
Mackov je základní sídelní jednotka, součást obce Samšina v okrese Jičín v Královéhradeckém kraji. Nachází se v katastrálním území Plhov, asi 12 km severozápadně od centra Jičína.
V osadě je registrováno 17 čísel popisných. Zpevněnou silnicí je Mackov spojen s Plhovem a Šalandou, nezpevněnou silnicí se Samšinou. Dříve se zde nacházela tvrz. Nyní se zde nachází kříž a malý rybník.